# Pernille Fischer Christensen
Pernille Fischer Christensen (Kopenhagen, 24 december 1969) is een Deens filmregisseur en scenarioschrijver.

## Biografie
Pernille Fischer Christensen werd in 1969 in Kopenhagen geboren als dochter van de dokter Niels Fischer Christensen en de onderwijzeres Bente Jessen en is de oudere zus van actrice Stine Fischer Christensen. Fischer Christensen begon op twintigjarige leeftijd in de filmwereld als regieassistente van Tomas Gislason. Fischer Christensen studeerde aan de Europese filmhogeschool waar ze in 1996 haar eerste kortfilm Pigen som var søster maakte. Vervolgens studeerde ze in 1999 af aan de nationale filmschool van Denemarken. Haar afstudeerfilm Indien behaalde de derde prijs op het filmfestival van Cannes 2000 in de Cinéfondation-sectie (films gemaakt door studenten in filmscholen). In 2003 ontving ze de Deense filmprijs Robert voor beste korte film voor Habibti min elskede waarvan ze het scenario samen schreef met auteur, toneelschrijver en illustrator Kim Fupz Aakeson met wie ze privé ook samenwoont en samen realiseerden ze in 2006 haar debuutfilm En soap. De film ging in première in de competitie van het internationaal filmfestival van Berlijn en werd daar bekroond met de prijs voor beste debuutfilm en de Grote prijs van de jury (Zilveren Beer). In Denemarken won de film twee Bodil-prijzen en werd genomineerd voor vijftien Robert-prijzen waarvan er vier gewonnen werden. Hun volgende samenwerking was in 2008 met de film Dansen die werd getipt als een van de tien Deense films die moesten gezien worden in 2008. In 2010 ging haar film En familie in première in de competitie van het internationaal filmfestival van Berlijn en deze maal won Fischer Christensen de FIPRESCI-prijs. De film werd genomineerd voor vijf Bodil-prijzen, waarvan er een werd gewonnen en ook genomineerd voor vijftien Robert-prijzen. Ook haar film En du elsker (Someone You Love) ging in première op het internationaal filmfestival van Berlijn 2014 en won verscheidene filmprijzen op internationale filmfestivals.

## Filmografie
| Jaar | Film                            | Bijdragen | Bijdragen | Bijdragen | Bijdragen                    | Opmerkingen                                      |
| Jaar | Film                            | Regie     | Scenario  | Acteur    | Rol                          | Opmerkingen                                      |
| ---- | ------------------------------- | --------- | --------- | --------- | ---------------------------- | ------------------------------------------------ |
| 2018 | Unga Astrid (Becoming Astrid)   | Afgevinkt | Afgevinkt |           |                              | Biopic over de Zweedse schrijver Astrid Lindgren |
| 2014 | En du elsker (Someone You Love) | Afgevinkt | Afgevinkt |           |                              |                                                  |
| 2010 | En familie                      | Afgevinkt | Afgevinkt |           |                              |                                                  |
| 2008 | Dansen                          | Afgevinkt | Afgevinkt |           |                              |                                                  |
| 2006 | En soap                         | Afgevinkt | Afgevinkt |           |                              |                                                  |
| 2002 | Habibti min elskede             | Afgevinkt | Afgevinkt |           |                              | Kortfilm                                         |
| 1999 | Indien                          | Afgevinkt | Afgevinkt |           |                              | Afstudeerfilm, korte film                        |
| 1998 | Den blå munk                    |           |           | Afgevinkt | Lotte, de nieuwe serveerster |                                                  |
| 1997 | Pigen som var søster            | Afgevinkt | Afgevinkt |           |                              | Kortfilm                                         |
| 1995 | Honda Honda                     | Afgevinkt | Afgevinkt | Afgevinkt | Honda Honda                  | Kortfilm                                         |

## Prijzen en nominaties
De belangrijkste:
| Jaar | Prijs                                   | Categorie                               | Film                         | Uitslag     |
| ---- | --------------------------------------- | --------------------------------------- | ---------------------------- | ----------- |
| 2012 | Bodil                                   | Beste Deense film                       | En familie                   | Genomineerd |
| 2010 | Internationaal filmfestival van Berlijn | FIPRESCI-prijs                          | En familie                   | Gewonnen    |
| 2007 | Bodil                                   | Beste Deense film                       | En soap                      | Gewonnen    |
| 2006 | Internationaal filmfestival van Berlijn | Grote prijs van de jury (Zilveren Beer) | En soap ex-aequo met Offside | Gewonnen    |
| 2003 | Robert                                  | Beste korte film                        | Habibti min elskede          | Gewonnen    |
| 2000 | Filmfestival van Cannes                 | Cinéfondation                           | Indien                       | Derde prijs |